# Emilie Petersen
Emilie Charlotta Petersen, född Eckert den 15 juli 1780 i Bostel utanför Berlin, död den 10 januari 1859 i Kärda, känd som Mormor på Herrestad, var en svensk godsägare och filantrop. Hon var en pionjär inom den svenska syföreningsrörelsen. 
Hon var dotter till den tyske konsuln och hovrådet Johan Christian Eckert och (troligen) Catharina Cecilia Leve och gifte sig år 1800 i Hamburg med den förmögne affärsidkaren Johan Philip Petersen. Hon fick sin utbildning vid Giitschows internatskola i Hamburg. Efter sitt giftermål introducerades hon i Hamburgs intellektuella liv och mötte bland annat filosofen och författaren J G Herder. Paret flydde till Sverige från Hamburg då det ockuperades av franska trupper under Napoleonkrigen 1806.  
Emilie och hennes make Johann Philipp Petersen köpte herrgården Herrestad under Napoleonkrigen och flyttade dit 1813, där kom hon att tillbringa resten av livet. Hennes verksamhet fick stor betydelse för hela bygden. Petersen engagerade sig i frikyrkligheten och stödde från 1835 Svenska missionssällskapets verksamhet. Hon arrangerade religiösa sammankomster som kallades "missionsböner", som från 1838 hölls varje månad. De var ett slags religiösa syföreningsmöten. Petersen organiserade en omfattande understödsverksamhet för Herrestads fattiga omgivning, som utgick från godsets verksamhet och som blev välkänd under hennes samtid. Hon grundade bland annat en anstalt för föräldralösa barn, något som gav henne smeknamnet Mormor på Herrestad. Under missväxten på 1830-talet arrangerade hon i samarbete med myndigheterna Fruntimmersföreningen i Kärda, en arbetsförening för socknens kvinnor. Sällskapet utövade principen understöd på religiöst humanitär grund i utbyte mot arbete. Kvinnorna utförde arbetsuppgifter Föreningen gav dem i utbyte mot understöd. Föreningen utökade sin kombinerade arbetsförmedling över alltfler socknar, och blev känd också utomlands. Den mottog bidrag både nationellt och internationellt.